# 7115 Franciscuszeno
7115 Franciscuszeno eller 1986 WO7 är en asteroid i huvudbältet som upptäcktes den 29 november 1986 av den tjeckiske astronomen Antonín Mrkos vid Kleť-observatoriet i Tjeckien. Den är uppkallad efter den tjeckiska astronomen Franciscus Zeno.
Asteroiden har en diameter på ungefär 9 kilometer och den tillhör asteroidgruppen Hygiea.